# 波博奇伊夫卡
50°39′2″N 32°57′3″E / 50.65056°N 32.95083°E
波博奇伊夫卡（烏克蘭語：Побочіївка），是烏克蘭北部的村莊，隸屬切爾尼希夫州的普里盧基區。該村始建於1550年，面積13.7平方公里，海拔高度118米，2001年人口328，人口密度每平方公里24人。